# Галиција (острво)
Галиција је мало ненасељено острво у хрватском делу Јадранског мора у Корчуланском архипелагу.
Галиција се налази у Националном парку Мљет између острва Помештак и рта Кулир на северозападном делу острва Мљета од којега је удаљен око 1,5 км. Површина острва износи 0,01 км². Дужина обалске линије је 0,52 км.. Највиши врх на острву је висок 9 м.